# Jakov Labura
Jakov Labura (Šibenik, 16. srpnja 1927. — Šibenik, 12. kolovoza 2012.) bio je hrvatski veslač. Natjecao se u disciplini četverac s kormilarom na Ljetnim olimpijskim igrama 1948. godine.

## Vanjske poveznice
- Jakov Labura @ olympedia.org